# 油長酒造

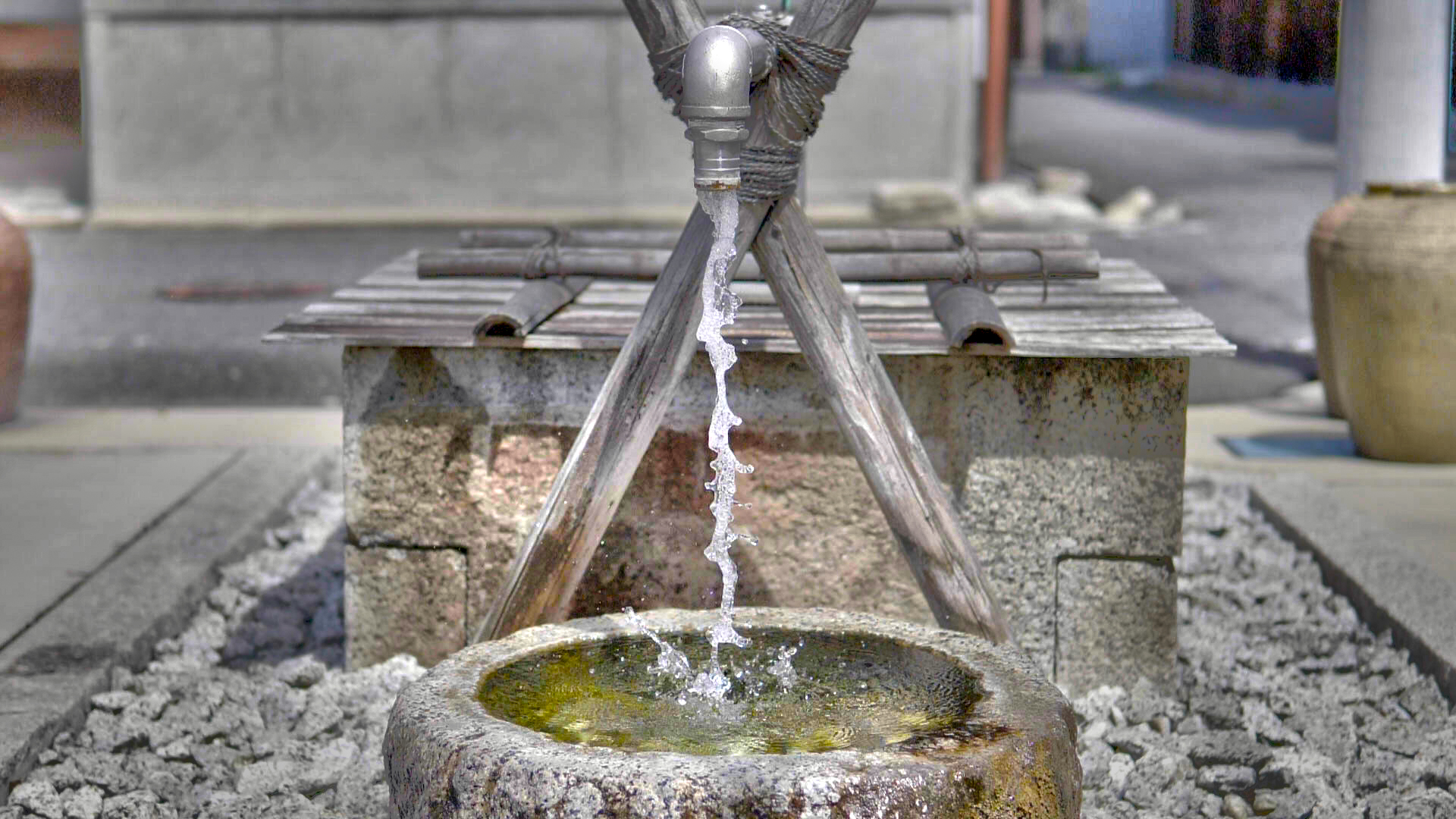
油長酒造の仕込み水（金剛葛城山麓の深層地下水 硬度250mgL前後）

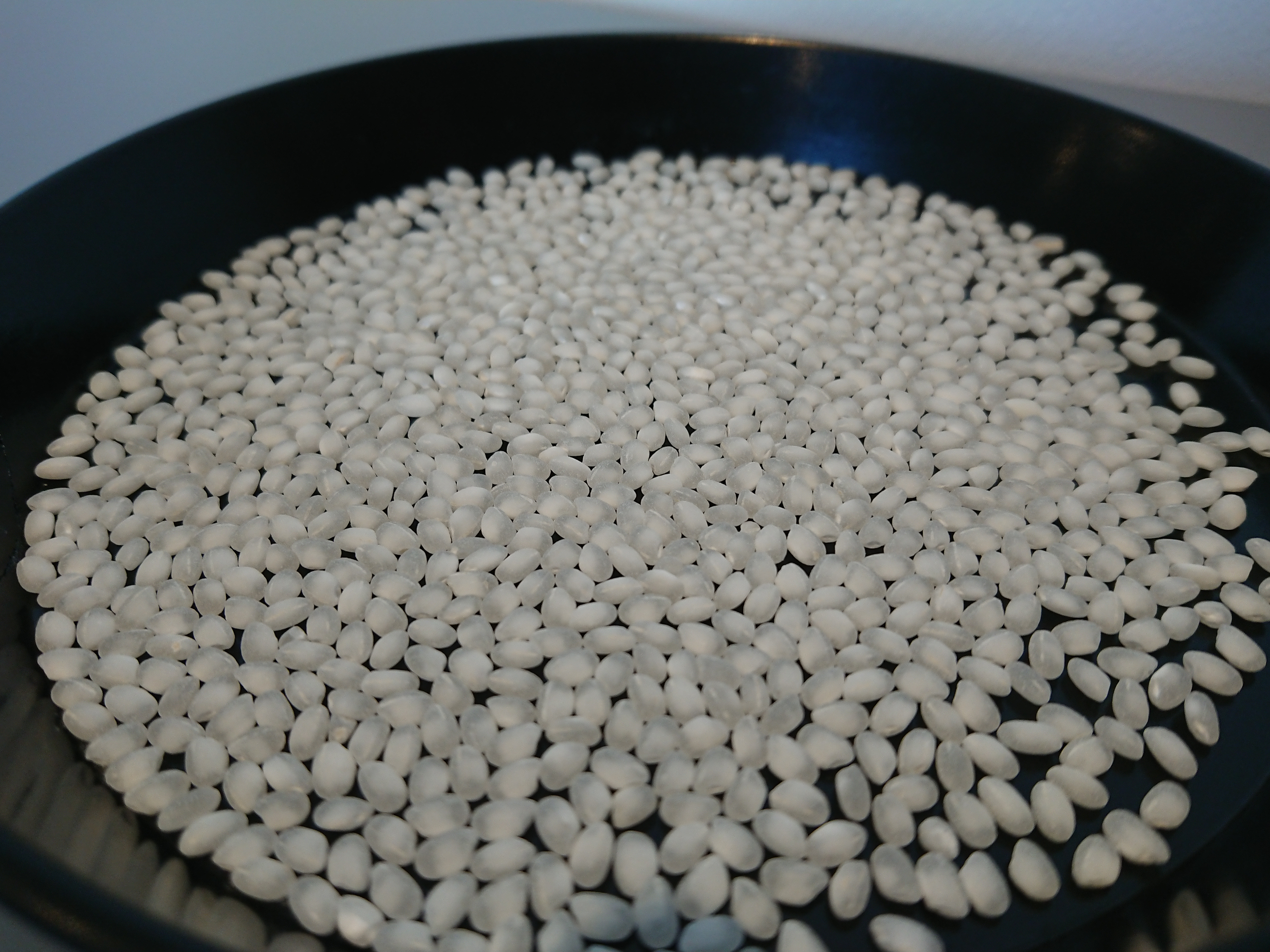
酒米、露葉風

油長酒造株式会社（ゆうちょうしゅぞう）は、奈良県御所市1160番地に本拠を置く日本酒メーカーで、1719年（享保4年）創業の老舗蔵元。無濾過・無加水にこだわる製法を続けている。『奈良酒』と称する『鷹長』『風の森』『水端』が主要ブランド。ブームの生酒をいち早く手掛けて世に出し、商品の90％を生酒が占める。一方では室町時代の醸造法にならい甕仕込みも行う。農業との共存共栄を掲げ、地産地消、次の時代に日本酒を伝えていくことを目指している。

## 概要
1719年（享保4年）創業。奈良県と大阪府の境に位置する葛城山・金剛山の稜線が望める場所にある。社名からも推察できるように、もともとは慶長年間より製油業を営んでいた酒蔵である。1719年に酒造業に転じ、以来300年以上、日本清酒発祥の地ともいわれる奈良で酒造りを続けて、日本酒造りが本格的に始まったとされる正暦寺の酒母を使った製法を継承しつつ『風の森』を新たな伝統を創造するブランドとして位置付ける。主要ブランドは奈良酒と称する『鷹長』『風の森』『水端』。生酒ブームの先駆となる。
生酒である『風の森』製造のために、オリジナルの冷却能力の高い発酵タンクの開発と酸化を抑えた上槽法や笊籬（いかき）採りという上槽法を確立した。発酵タンクの最大のポイントは、2重構造になった壁の間の層にマイナス温度の不凍液を循環させる冷却方法にある。タンク内ごとの理想的な醪経過を得るための繊細な品温管理が可能で、アメリカ硬度250㎎/ℓ以上の超硬水で仕込んだ醪は発酵が進みやすく短期醪になりやすいが、このタンクで30日以上かけた発酵が可能となった。さらに、この発酵を経た醪の鮮度を維持するため酸化を抑えた上槽法や「笊籬採り」が必要であった。これらの方法で酸化を抑制し香気成分や旨味などの風味を損なうことなく酒の溶存酸素濃度を3ppm未満に抑えている。この技法は必ずしも最新の技術ではなく、室町時代の酒造関連の文書をヒントに、同社が独自に開発を重ねたものである。
かつては冬から5月までが酒造りのシーズンだったが、現在は季節を問わず、1年に4回の酒造りをしている。
近年では、地元契約農家の提案で、無農薬・無化学肥料の秋津穂だけを使った酒造りも始めている。草取りや獣害など多大な人手がかかるが、奈良県内の酒屋8店の協力の元、除草から収穫までの作業を手伝う一般参加者を呼び込むなどイベントを企画し、新たなコミュニティ作りを行っている。また、新部署として「大和蒸溜所」を立ち上げ、蔵の向かいの築150年の古民家をリノベーションし、2018年より蒸留酒であるジンの製造を始めるなど、新しい試みを行っている。
2023年日経トレンディ2月号の特集「イノベーティブ酒蔵ランキング2023」では『風の森』が第3位にランキングされた。

### 蔵主
復活蔵として知られる佐賀県の光栄菊酒造は、東京の元テレビディレクター（現同社社長）と元NHK職員（同社専務）が2013年に酒蔵の取材をしたのをきっかけに、日本酒の潜在的な需要とこれは自分たちでもやってみたいという思いに駆られ、試行錯誤の末に立ち上げたものだが、そのきっかけが油長酒造を取材した際に第十二代 山本長兵衛に出会い、相談したことであった。

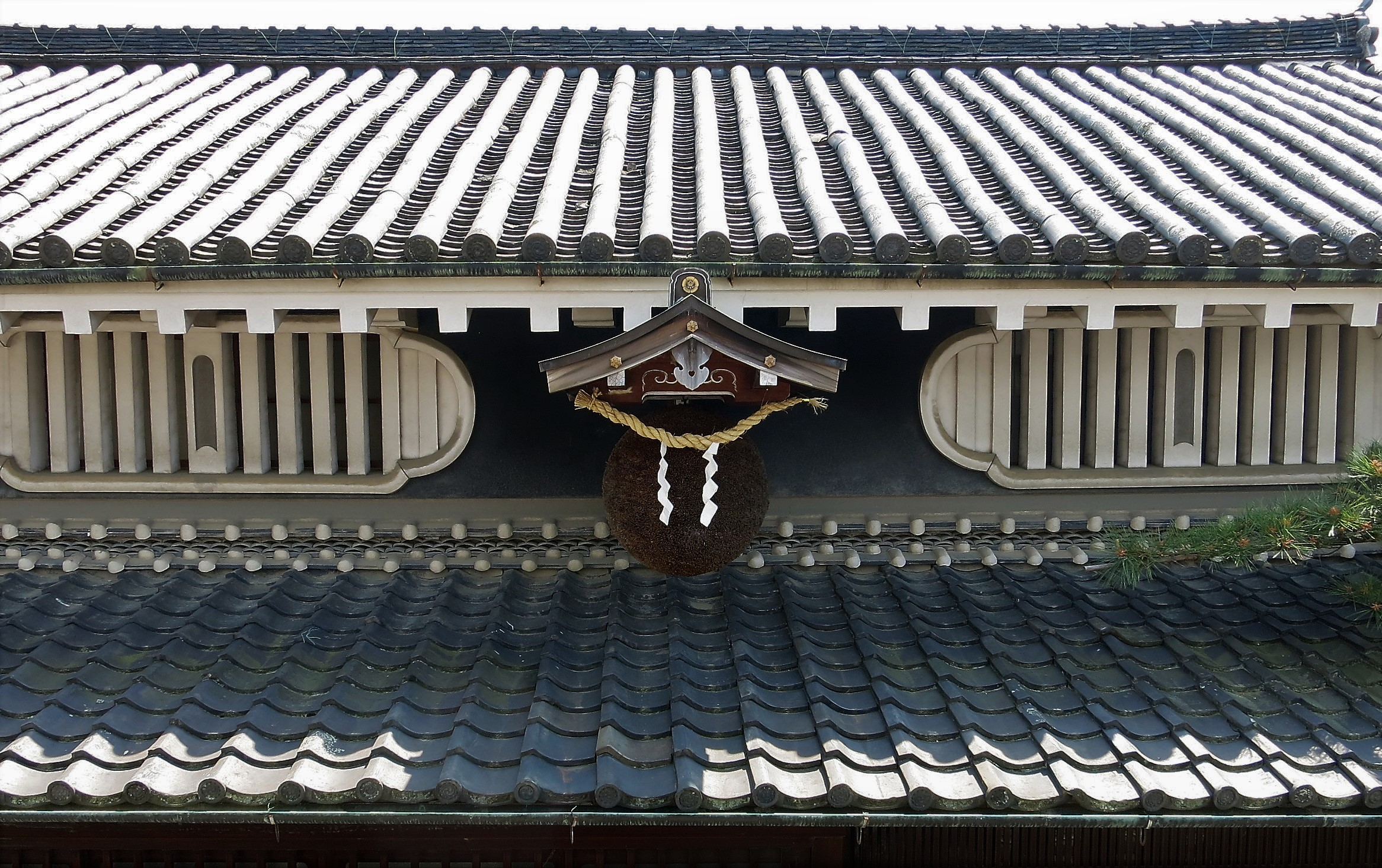
杉玉の吊るされた油長酒造社屋

現在の蔵主 第十三代 山本長兵衛（山本嘉彦）は、関西大学工学部生物工学科を卒業後、阪急百貨店に入社、3年後の2007年よりイギリス・ロンドンへ留学。2008年に油長酒造に入社。2015年、代表取締役就任。2016年に先代が他界した後の2019年、世襲の長兵衛に改名。実家に戻った頃に酒蔵の歴史を調べ出す。江戸時代初期までは、季節ごとに適した酒母が使われ、四季を通して清酒を仕込む技術があることに気づく。しかし、幕府が米価の安定の目的で新米が出回った後の冬に仕込む「寒造り」以外を禁止したため、多様な造り方が衰退。流通のため火入れも当たり前となった。本来の酒造りはもっと自由であったことに気づいた山本は、流通の条件が格段に良くなった現代では、現代だからこそ実現できる酒造りである、火入れや味を調整するろ過をしない「生酒」「無濾過」にこだわった酒造りに没頭するようになる。『風の森を醸す』～日本酒の歴史と油長酒造の歩み～（京阪奈情報教育出版 ISBN 9784878065125）の著書がある。
2023年にはNITTOKU NEWSの取材に対し、「歴史的背景を持った古典的な酒造りと現代のエッセンスを組み合わせて、次の時代に日本酒を伝えていく。それがわたしたちの取り組みです」と答えている。

### 橘ケンチとのコラボレーション
2017年、秋津穂栽培農家である杉浦農園とともに、中山間地の農業とその風景を守る取り組み「農家酒屋」を開始。これに共感した橘ケンチとともに、コラボレーション日本酒の制作が開始される。2021年末、第1弾「風の森橘feat.農家酒屋杉浦農園」をリリース。さらに2022年春には、第2弾「風の森橘ALPHA7」が発売された。

### 甕仕込みを復活
現代では酒造りは冬季の仕事というのが常識になっているが、日本酒造りが冬の寒仕込みに限定され出したのは17世紀以降で、それ以前は四季折々に活動する微生物を使った自由な酒造りが行われていた。13代山本長兵衛は2021年夏に「甕は人類が最初に手にした世界共通の酒蔵容器だ」との認識の元、その忘れ去られた醸造法を復活させ、これを『水端』のブランドで販売している。小さな甕仕込みは「一人で仕込める少量」との理由から、醸造に携わる蔵人はただ1人である。

## 社名の由来
前身が安土桃山時代～江戸時代にあたる慶長年間から大和平野で採れた菜種を使って製油業を営み、その屋号が「油長長兵衛」であった。酒造業に転じたのは1719年、良質な水を求めて、現在の地に蔵を築いた。

## 主要銘柄

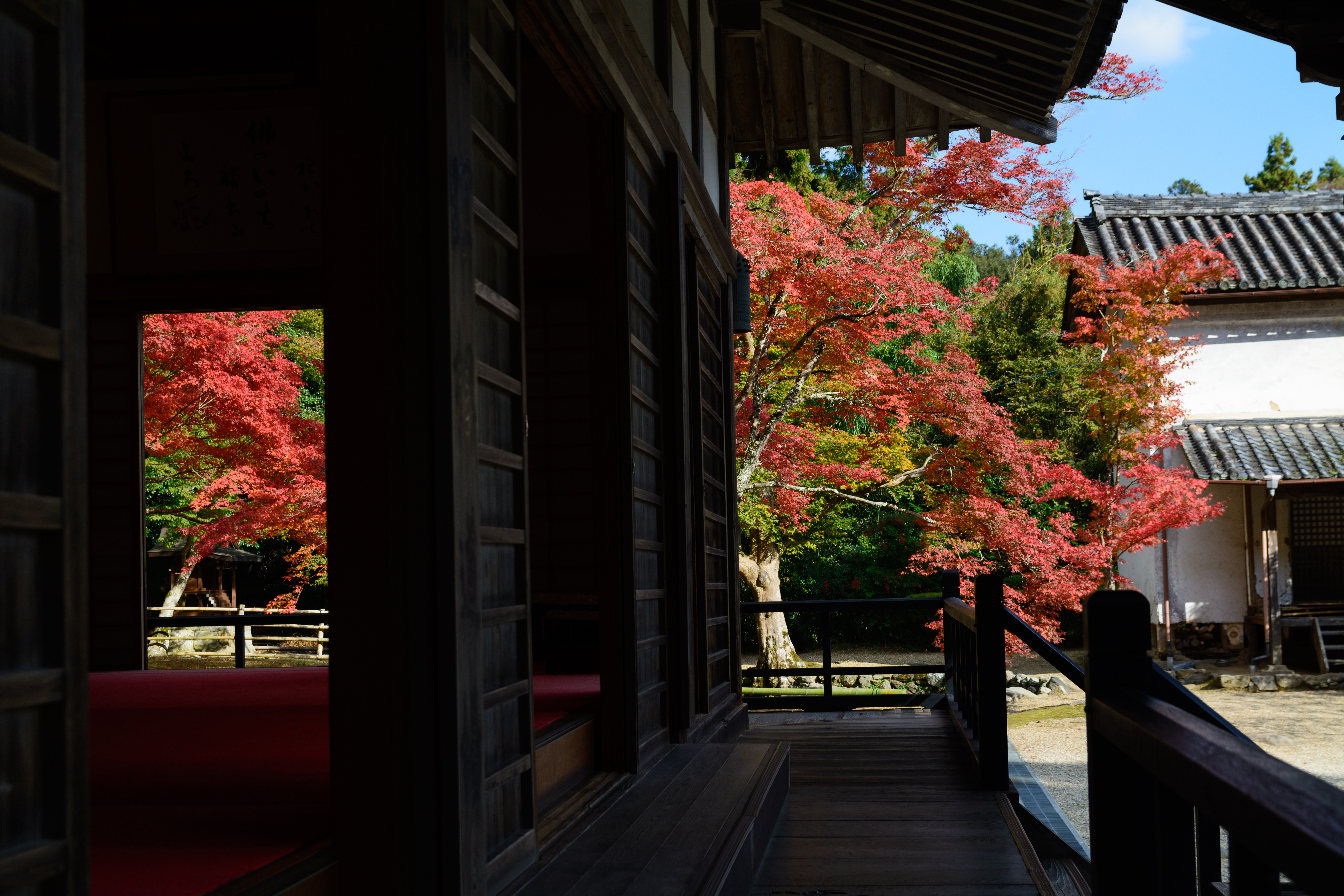
室町時代に現代につながる画期的な酒造りの技術「菩提酛」が生み出された正暦寺。この製造技術を復活させ、製造されたブランドが『鷹長』である。

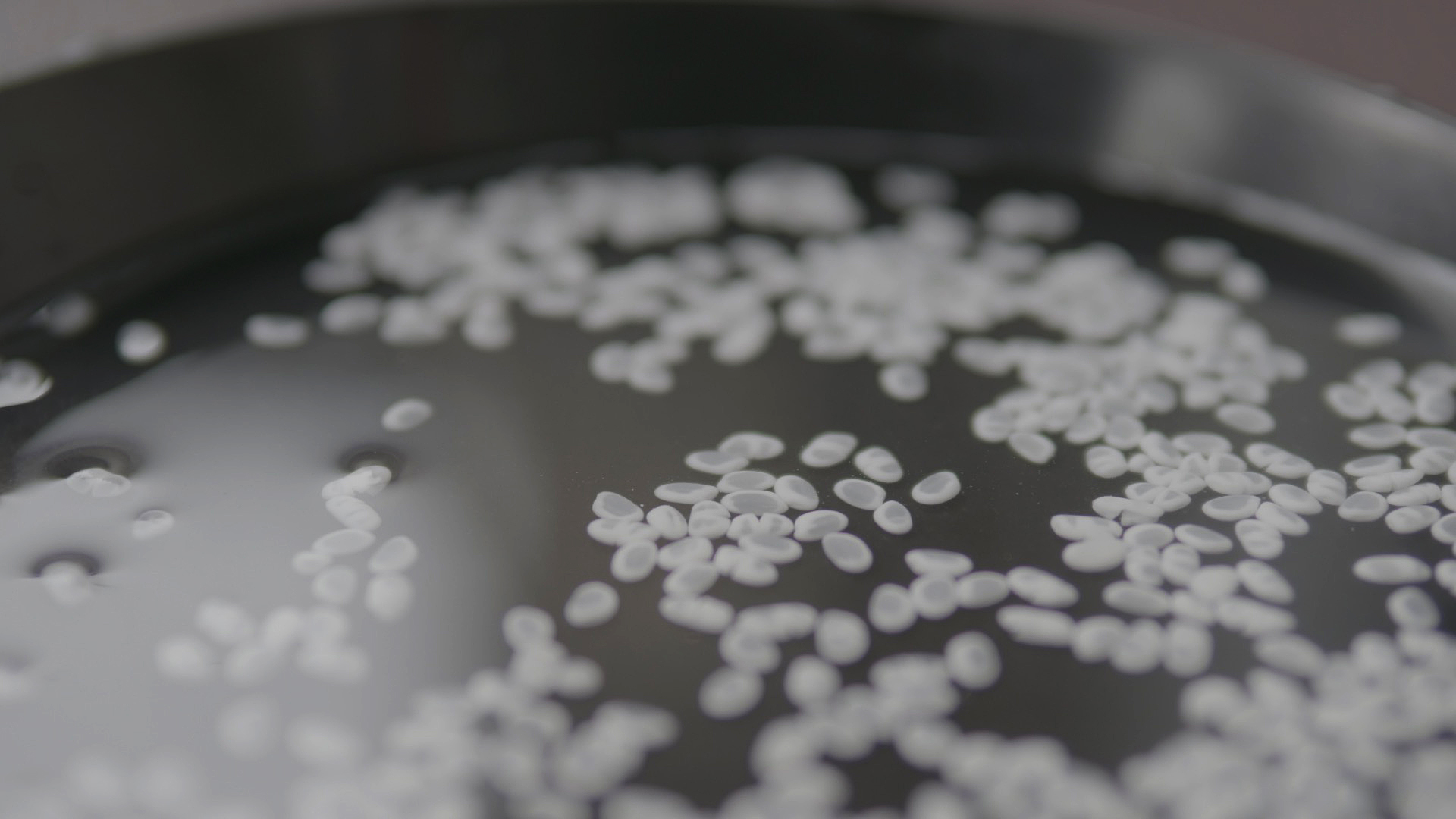
蒸す前の奈良県産秋津穂に水を含ませる工程。

- 『鷹長』

日本清酒発祥の地と言われる奈良では、寺院経営のための財源調達の手段の一つとして酒造りが行われていたが、室町時代に僧坊酒は「諸白造り」という酒へと進化を遂げる。「白米の使用」「上槽」「火入れ」「酒母」「段（とう）方式（段仕込み）」など現代の清酒醸造技術の基礎が誕生したが、そうした技法を礎として現代の品質安定性の高い流通可能な清酒に進化させていった。その伝統を受け継ぐ酒。特に、室町時代に正暦寺において現代につながる画期的な酒造りの技術「菩提酛」が生み出されたが、この製造技術を復活させるべく同社12代目山本長兵衛と奈良県内の15の酒蔵が試行錯誤の末、製造に成功し各社それぞれが独自ブランドで販売することになった。1999年に「菩提酛」の初仕込みが行われたが、特徴は、生米を正暦寺寺領の清水に2日間浸し、清水に含まれる乳酸菌と少量添加した採取乳酸菌の働きにより、酸っぱくなった清水（そやし水）として使う点にある。「菩提酛」の基本条件は「酒母は正暦寺で造る」「正暦寺の酵母菌を使う」「寺領の米と清水を使う」などで、約20日間かけて醸される「菩提酛」を県内7蔵が持ち帰り、酒造りを行う。酒母は同じでも、蔵によって味は異なる。油長酒造ではこれを『鷹長』として販売している。
- 『風の森』

1998年発売のブランド。12代目山本長兵衛が発売開始。金剛山・葛城山系の南に位置する「風の森峠」が名の由来。"生まれたて"に徹底的にこだわり、しぼった後に加水・濾過・加熱殺菌を施さない「無濾過・無加水・生酒」。当時はまだ珍しかった無濾過・生・無加水の状態で世に出た酒は、前衛的魅力として受け止められた。炭酸ガスを含むことがありグラスに小さな気泡が付くことがある。7号系酵母を使用。同酵母で醸造する酒の純度と美味しさの持続性にこだわるため、現代の技術なくしては生まれず、余計な米糠を落としきるため半導体洗浄に使われるナノバブル水での洗米を始め、タンクメーカーとの共同開発によるオリジナル醸造タンクやお酒に負担をかけない上槽法、瓶詰ラインを採用。大半は地元・関西圏で消費される。油長では無濾過・無加水で生酒を醸すため、米と水に対する思い入れがひときわ強いが、『風の森』に使用される米には主に約30軒の契約栽培農家の作る奈良県産秋津穂が使用される。水は葛城山麓の地下100mの深層の岩盤から湧出するミネラル分を多く含んだ地下水が使われる。「柑橘系のさわやかな酸味を含んだジューシーな風味」、「生酒で粘性があるため、トロンとした質感で時間経過とともに炭酸ガスが抜けより甘トロとなる」と評されることがある。1998年の発売当時は、まだ冷蔵設備が必要な生酒は現在のように流通していなかったが、6軒の特約店でのみ販売され、徐々に広がっていった。
酒造りへの探求心は『風の森』の枠を超え、より個性的な『風の森ALPHA』につながった。実験の過程から客に楽しんでもらうため『ALPHA1』から最新の『ALPHA8』まで様々な試みがなされた。『ALPHA8』では、全く米を精米せず、磨かずに玄米を炒ることでタンパク質を変性させて、でんぷんをアルファ化した。2015年、『風の森ALPHA』シリーズTYPE4では、無酸素・無加圧の状態で醪から清酒を分離する「氷結採り」の生産、特許の取得に成功。『風の森 ALPHA1』では、3つ星を獲得。
- 『水端』（みづはな）

2021年発売。13代目が古典をひもとき、室町時代の醸造法を参考にした酒。民間の醸造技術書『御酒之日記』にあるレシピを採用し、当時と同サイズの信楽焼の大甕で作られる。通常は6‐7℃で行う仕込みを、季節によっては冷房のない時代に合わせ25℃に近い室温で仕込む。開発に当たっては、1700年代初頭の享保時代に建造した酒蔵を改装し、専用の酒蔵とした。これまでに1568年の『多門院日記』と1355年の『御酒之日記』を読み解き、『水端1568』『水端1355』として販売。

## 沿革
- 慶長年間より製油業を営んでいた[3]。
- 1719年（享保4年） - 酒造業として創業[3][4]。
- 1996年（平成8年） - 室町時代の画期的な酒造りの技術「菩提酛」を復活させるべく同社12代目山本長兵衛と奈良県内の15の酒蔵が試行錯誤の末、製造に成功し各社それぞれが独自ブランドで販売することになった。同社の銘柄は『鷹長』である[1]。
- 1998年（平成10年） - 『風の森』発売[3][1]。
- 2015年（平成27年） - 第十三代 山本長兵衛(2008年入社)が代表者に就任。
- 2017年（平成28年） - 秋津穂栽培農家である杉浦農園とともに、中山間地の農業とその風景を守る取り組み「農家酒屋」を開始[22]。
- 2018年（平成30年） - 大和蒸溜所を立ち上げ、ジンの製造を開始[1][14]。
- 2021年（令和3年）
  - 室町時代の技術を用いた大甕仕込みの新銘柄「水端（みづはな）」造り開始[31]。
  - 12月、新しい取り組み「農家酒屋」での橘ケンチとのコラボレーションによる第1弾「風の森橘feat.農家酒屋杉浦農園」をリリース[22]。
- 2022年（令和4年） - 春、橘ケンチとのコラボレーションによる第2弾「風の森橘ALPHA7」を発売[22]。
- 2023年（令和5年） - 2023年日経トレンディの注目蔵1位に選ばれる[32]。